# Bob Cousy
Robert Joseph „Bob” Cousy (ur. 9 sierpnia 1928 w Nowym Jorku) – amerykański koszykarz, występujący na pozycji rozgrywającego, sześciokrotny mistrz NBA, członek Koszykarskie Galerii Sław im. Jamesa Naismitha.
Mierzący 185 cm wzrostu koszykarz studiował w College of the Holy Cross. Do NBA został wybrany z 4 numerem w drafcie 1950 przez Tri-Cities Blackhawks, został jednak oddany do Chicago Stags. Organizacja wkrótce się rozpadła, a Cousy trafił do Boston Celtics. W organizacji tej spędził większość kariery (1950–1963). Obok Billa Russella był najważniejszym graczem drużyny, która na przełomie lat 50. i 60. zdominowała ligę. W 1957 został wybrany MVP sezonu. Był prawdziwym przywódcą zespołu, doskonale panował nad piłką i świetnie asystował - wielokrotnie był liderem tej klasyfikacji. Tytuły mistrzowskie zdobywał w latach 1957, 1959, 1960, 1961, 1962 i 1963. W sezonie 1969/1970 na krótko wrócił na parkiety NBA w barwach Cincinnati Royals (pracował wówczas jako trener tej drużyny) i rozegrał 7 spotkań. 
27 lutego 1959 ustanowił nadal aktualny rekord NBA, notując 19 asyst w trakcie jednej połowy spotkania sezonu zasadniczego. Miało to miejsce podczas konfrontacji z zespołem Minneapolis Lakers.
Trzynaście razy brał udział w meczu gwiazd NBA (MVP w 1954 i 1957). Jako jeden z nielicznych koszykarzy znalazł się we wszystkich historycznych składach najlepszych zawodników NBA: NBA 25th Anniversary Team, NBA 35th Anniversary Team oraz NBA’s 50th Anniversary All-Time Team.
Jest jednym z ponad 40 zawodników w historii, którzy zdobyli zarówno mistrzostwo NCAA, jak i NBA w trakcie swojej kariery sportowej.
W 1996 wystąpił w filmie Chluba Boston Celtics.
W 2019 otrzymał Prezydencki Medal Wolności.

## Osiągnięcia

### NCAA
- Mistrz NCAA (1947)[5]
- Wybrany do:
  - I składu All-American (1950)[6]
  - II składu All-American (1949)
  - III składu All-American (1948)
  - Akademickiej Galerii Sław Koszykówki (2006)[7]
- Uczelnia Holy Cross zastrzegła należący do niego numer 14

### NBA
- 6-krotny mistrz NBA (1957, 1959-63)[8]
- Wicemistrz NBA (1958)
- MVP:
  - sezonu NBA (1957)[9]
  - meczu gwiazd NBA (1954, 1957)[10]
- Uczestnik meczu gwiazd:
  - NBA (1951–1963)
  - Legend NBA (1964, 1985–1987)[11]
- Wybrany do:
  - I składu NBA (1952–1961)[12]
  - II składu NBA (1962, 1963)
  - grona najlepszych zawodników w historii NBA przy okazji obchodów rocznicowych:
    - 25-lecia istnienia - NBA 25th Anniversary Team
    - 35-lecia istnienia - NBA 35th Anniversary Team[13]
    - 50-lecia istnienia - NBA’s 50th Anniversary All-Time Team[14]
    - 75-lecia istnienia - NBA 75th Anniversary Team (2021)[15]

  - Koszykarskiej Galerii Sław im. Jamesa Naismitha (Naismith Memorial Basketball Hall Of Fame - 1971)[16]
- Lider:
  - sezonu zasadniczego w asystach (1953-1960)[17]
  - play-off w:
    - średniej:
      - zdobytych punktów (1953–1955)[18]
      - asyst (1954–1961)[19]

    - skuteczności rzutów:
      - z gry (1956)[20]
      - wolnych (1955)[21]
- Klub Boston Celtics zastrzegł należący do niego w numer 14[22]

Trenerskie
- Trener drużyny Wschodu podczas meczu gwiazd Legend NBA (1988, 1990)[11]